# Povestea căprarului
Povestea căprarului este o poezie scrisă de George Coșbuc. A fost publicată pentru prima dată în primul număr din Literatură și artă română, 25 noiembrie 1899.